# سوفی نیلیس
سوفی نیلیس (انگلیسی: Sophie Nélisse؛ زادهٔ ۲۷ مارس ۲۰۰۰) بازیگر سینمای اهل کانادا است. وی از سال ۲۰۱۱ میلادی تاکنون مشغول فعالیت بوده‌است.
از فیلم‌هایی که وی در آن نقش داشته‌است می‌توان به عزم راسخ ایرنا، آقای لازار، کتاب دزد، تاریخ عشق، گیلی هاپکینز بزرگ و نزدیک اشاره کرد.